# Anton Fägersten
Karl Anton Nikolaus Fägersten, född den 26 september 1892 i Enköping, död den 22 november 1977 i Uppsala, var en svensk skolman. Han var bror till Karl Fägersten, svåger till Finn Malmgren och far till Ingrid Fägersten.
Fägersten avlade studentexamen i Västerås 1911, filosofie kandidatexamen vid Uppsala universitet 1915, filosofisk ämbetsexamen där 1917 och filosofie licentiatexamen 1920. Han promoverades till filosofie doktor 1934. Fägersten var lärare vid Uppsala enskilda läroverk 1921–1932, adjunkt vid högre allmänna läroverket i Uppsala 1932–1933, lektor där 1933–1959 och sakkunning i statens läroboksnämnd 1941–1963. Han var ordförande i Uppsala studentkår 1934–1935 och stormästare i SHT 1956–1969. Fägersten publicerade The Place-Names of Dorset (doktorsavhandling 1933), Engelska utan lexikon (I 1944, II 1950) och artiklar i språkpedagogiska frågor samt om film och litteratur. Han blev riddare av Nordstjärneorden 1935. Fägersten vilar på Uppsala gamla kyrkogård.